# إميليا فاوست
إميليا فاوست (بالإنجليزية: Amelia Fawcett) هي مصرفية بريطانية، ولدت في 16 سبتمبر 1956.

## وصلات خارجية
- إميليا فاوست على موقع إن إن دي بي (الإنجليزية)